# Durrus (fromage)
Pour le village, voir Durrus.
Le Durrus est un fromage irlandais à croûte lavée à base de lait de vache. Il a été créé en 1979 par Jeffa Gill, et est fait avec des méthodes traditionnelles dans une seule et unique ferme/fromagerie.
Le fromage de Durrus est produit dans la vallée de Coomkeen, près de la localité de Durrus  (Comté de Cork), dans la péninsule de Sheep's Head dans le sud-ouest de l’Irlande. Tout le lait utilisé dans sa fabrication provient de la région.
Le Durrus est un fromage rond à pâte molle, très proche du livarot. Sa pâte est de couleur pâle, la croûte orangée. Il a un goût crémeux qui devient plus fort et plus fruité en vieillissant. L’odeur varie de douce à forte en fonction de son âge.
Le Durrus doit être servi à température ambiante. 
Ce fromage a gagné de nombreux concours comme l’IFEX International Cheese Awards, le World Cheese Award et le British Cheese Award. En 2005, il a été désigné fromage irlandais de l’année.